# Radio 96,8

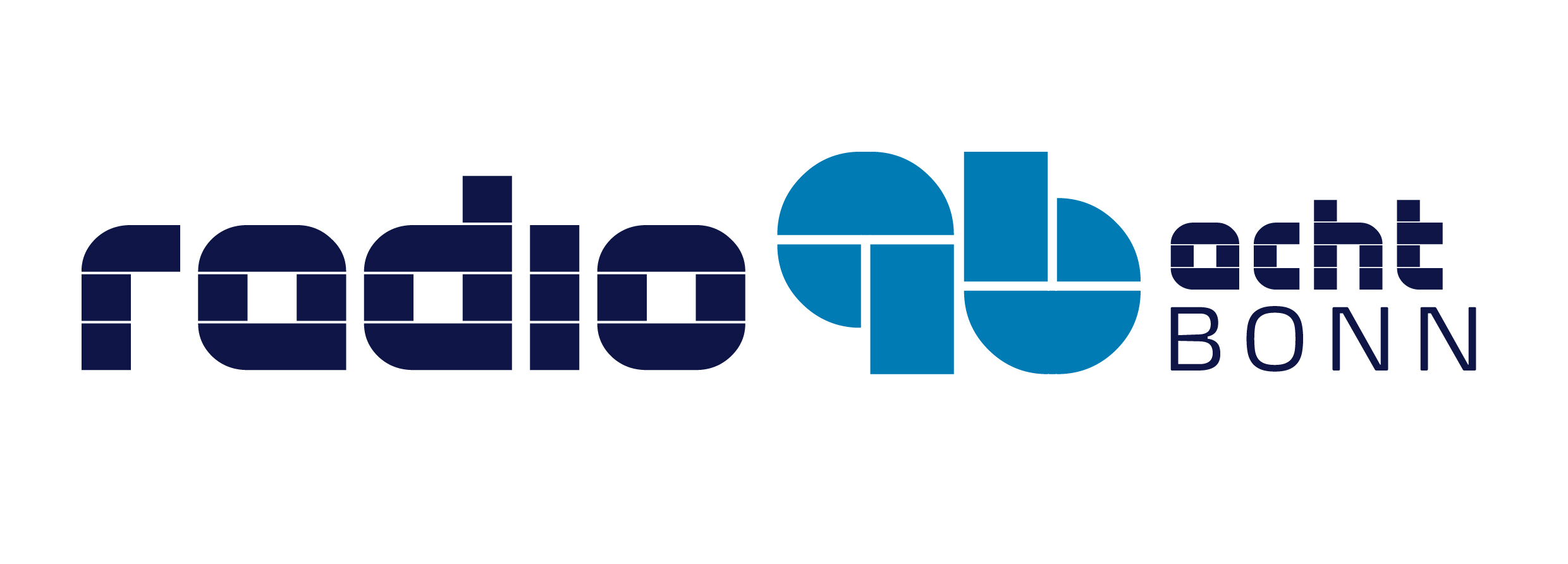
Das RADIO 96 ACHT-Logo

Radio 96,8 (eigene Schreibweise radio96acht Bonn) war ein Uniradio an der Rheinischen Friedrich-Wilhelms-Universität Bonn und der Hochschule Bonn-Rhein-Sieg, das auf der UKW-Frequenz 96,8 MHz mit 500 Watt gesendet hat. Zu empfangen war der Sender im Bonner Stadtgebiet und in einigen Teilen des Rhein-Sieg-Kreises. Die Antenne befindet sich auf der ehemaligen Pädagogischen Fakultät in der Römerstraße. Am 5. Juli 2013 fusionierte es mit dem anderen Campusradio der Stadt, Bonncampus 96,8, zum neuen Sender bonnFM, der auf gleicher Frequenz, inzwischen aber aus einem neuen Studio sendet.

## Programm
Das Programm des Senders wurde nicht von einer einzelnen Redaktion gestaltet, sondern auf zwei Redaktionen verteilt. Dabei handelte es sich meistens um ein von den Moderatoren präsentiertes Programm. Das Konzept ähnelt dem britischen Rundfunksender BFBS, bei dem die Moderatoren während der Sendung die Musik selber aussuchen.
Zu späteren Sendezeiten liefen auch Alternativprogramme. Die Nachrichten wurden von den meisten Radiogruppen zu jeder Stunde von WDR 5 übernommen.

## Geschichte
Vorläufer des heutigen durchgängigen Uniradios waren verschiedene einzelne Sendungen. Nach der Genehmigung durch die Landesanstalt für Medien fand der Sendestart am Tag des ersten Bonner Universitätsfestes am 9. Juli 2005 statt.
Zur Organisation des Radios verfügte anfangs das 25. Studierendenparlament der Universität für drei Gruppierungen die Gründung eines studentischen Dachverbandes. Dessen Leitung sollte ein ausgebildeter Journalist, der geschäftsführende Chefredakteur, übernehmen. Universität und Fachhochschule beschritten mit Gründung dreier weiterer Gruppen dann einen anderen Weg. Das Programm wurde somit von den sechs Gruppen im sogenannten Frequenzsplitting gestaltet. Im Einzelnen waren das: 
1. Die Arbeitsgemeinschaft Uniradio Bonn (AG URB)
2. Der Freie Rundfunk Bonn (FRB)
3. Das Hochschulradio (HoRa)
4. Das Campusradio Bonn (CaRa Bonn)
5. Radio Sternwarte
6. Das FH-Radio

Der Dachverband radio96acht Bonn, zu dem die drei erst genannten Gruppen gehörten, wurde vom 30. Bonner Studierendenparlament der Universität im Jahr 2008 als besonders förderungswürdig bestätigt.
Mit der planmäßigen Lizenzverlängerung im Sommer 2009 haben sich die drei jeweils schon zusammenarbeitenden Gruppen zusammengeschlossen, so dass nun nur noch zwei eigenständige Gruppen (radio96acht Bonn und Campusradio Bonn (bestehend aus den Gruppen 3. bis 4.) auf der Frequenz senden.
Am 5. Juli 2013, kurz vor dem 8. Geburtstag der Bonner Campusradios, fusionierten dann auch diese beiden Gruppen endgültig zu einem großen Campusradio, das sich seitdem bonnFM nennt. Der erste offizielle Sendetag des Senders war der 9. Juli.

## Radiogruppen
Zwei Gruppen teilten sich drei Studios:
- bonncampus 96,8 - Studio Alte Sternwarte sowie Studio Hochschule Bonn-Rhein-Sieg
- radio96acht Bonn - Studio Lennestraße

bonnFM nutzte zunächst das Studio in der Alten Sternwarte weiter, bezog 2017 aber ein neues Studio an der Adenauerallee.